# Géoparc mondial Unesco de Hong Kong

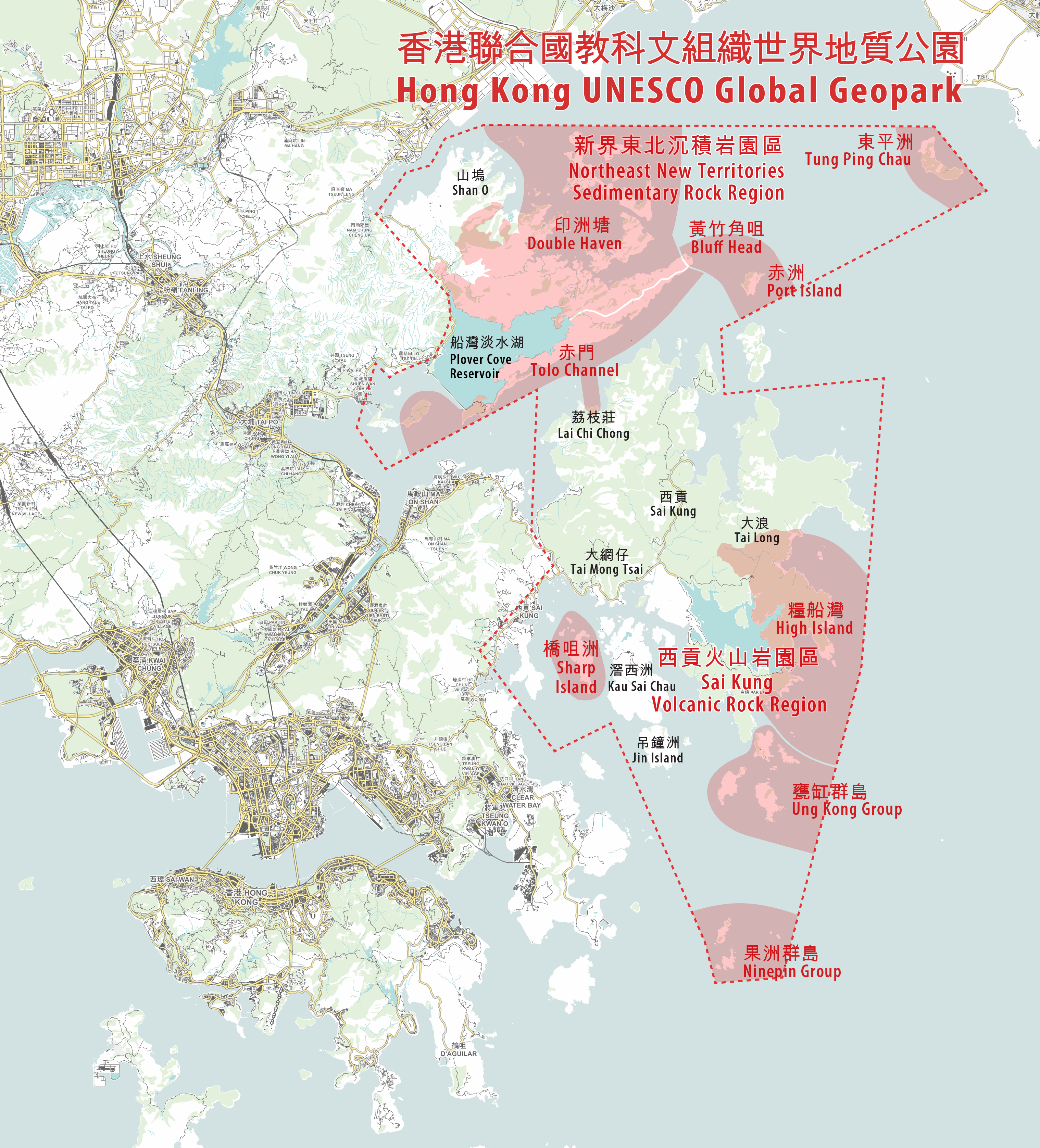
Carte du parc.

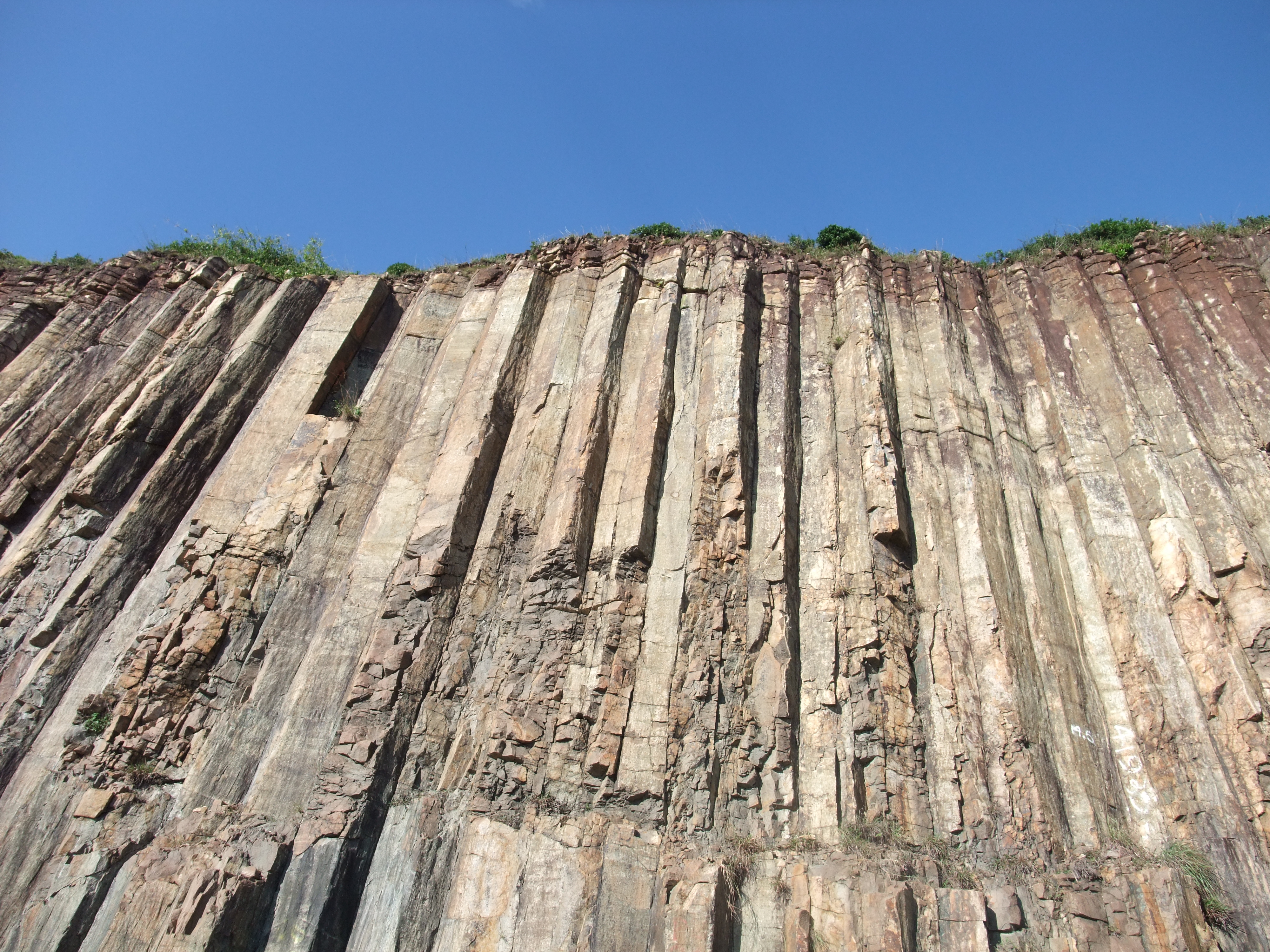
Tufs volcaniques hexagonaux à East Dam au réservoir High Island.

Le géoparc mondial Unesco de Hong Kong (香港聯合國教科文組織世界地質公園), autrefois appelé géoparc national de Hong Kong (香港國家地質公園), inauguré le 3 novembre 2009, est une entité territoriale de 150 km2 située à l'est et au nord-est des Nouveaux Territoires. Le 18 septembre 2011, l'UNESCO l'intègre dans le réseau mondial des Géoparcs.
Il est constitué de deux régions géologiques : les colonnes de roche hexagonale situées principalement à Sai Kung, qui ont une importance géologique internationale, et la région nord-est des Nouveaux Territoires, qui comprend des roches sédimentaires formé à différentes périodes géologiques, mettant en lumière l'histoire géologique de Hong Kong.
Le géoparc est constitué de sites géologiques et de communautés locales situés dans les régions de roches volcaniques de Sai Kung et la région de roches sédimentaires du nord-est des Nouveaux Territoires.

## Région de roche volcanique de Sai Kung

### High Island
High Island (糧船灣) est le site de spectaculaires colonnes hexagonales de roches volcaniques. La plupart sont sub-verticales, droites et parallèles. Il couvre une grande surface autour de la péninsule de Sai Kung dans la partie orientale de Hong Kong, y compris le réservoir High Island et la baie de Tai Long Wan (en). 

### Groupe Ung Kong
Le groupe d'îles Ung Kong (甕缸群島) est situé au sud-est de Hong Kong, exactement au sud de la péninsule de High Island et au nord-ouest du groupe d’îles Ninepin. Il comprend Wang Chau (en) (橫洲), Basalt Island (en) (火石洲) et Bluff Island (en) (沙塘口山). Des roches articulées en colonnes sous-tendent ces îles, donnant à leurs côtes un aspect particulier et ayant conduit au développement de nombreuses cavernes marines et arches marines.

### Groupe Ninepin
Le groupe Ninepin (en) (果洲群島) est situé à l'est de Hong Kong et forme une série d'îles au large des côtes. De nombreuses roches volcaniques jointives en colonnes forment des paysages de falaises et de côtes particulières autour du groupe Ninepin. Les colonnes hexagonales atteignent 3 mètres de diamètre. 

### Île Sharp
L'île Sharp (橋咀洲) est située à l'intérieur de Port Shelter (en), au sud-est de la ville de Sai Kung, d'où elle peut facilement être atteinte en petit bateau. L'île repose sur d'anciennes roches sédimentaires d'origine volcanique. Il y a un tombolo qui atteint une petite île voisine à marée basse.

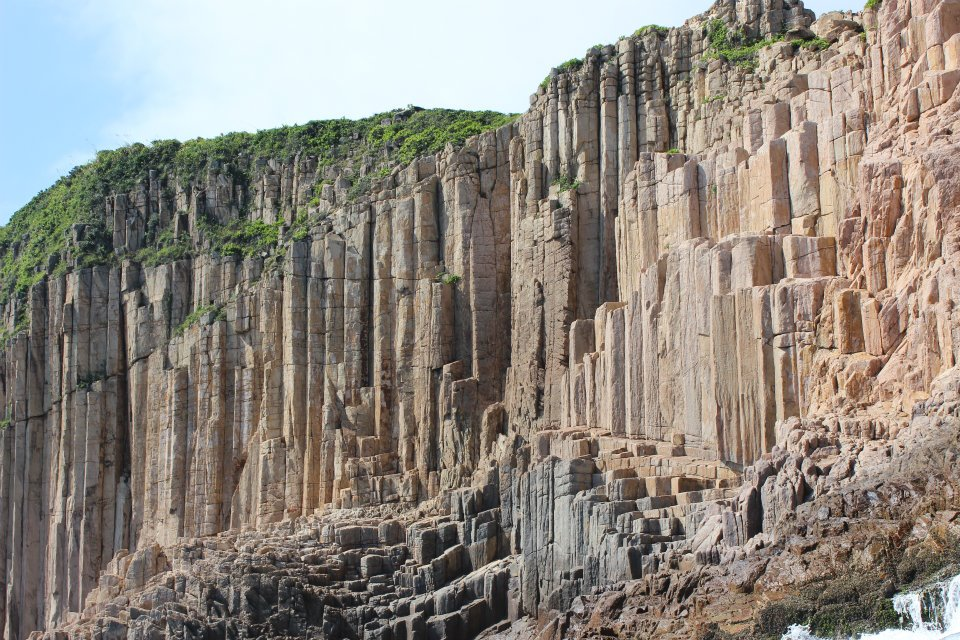
Colonnes rocheuses hexagonales près de East Dam au réservoir High Island.
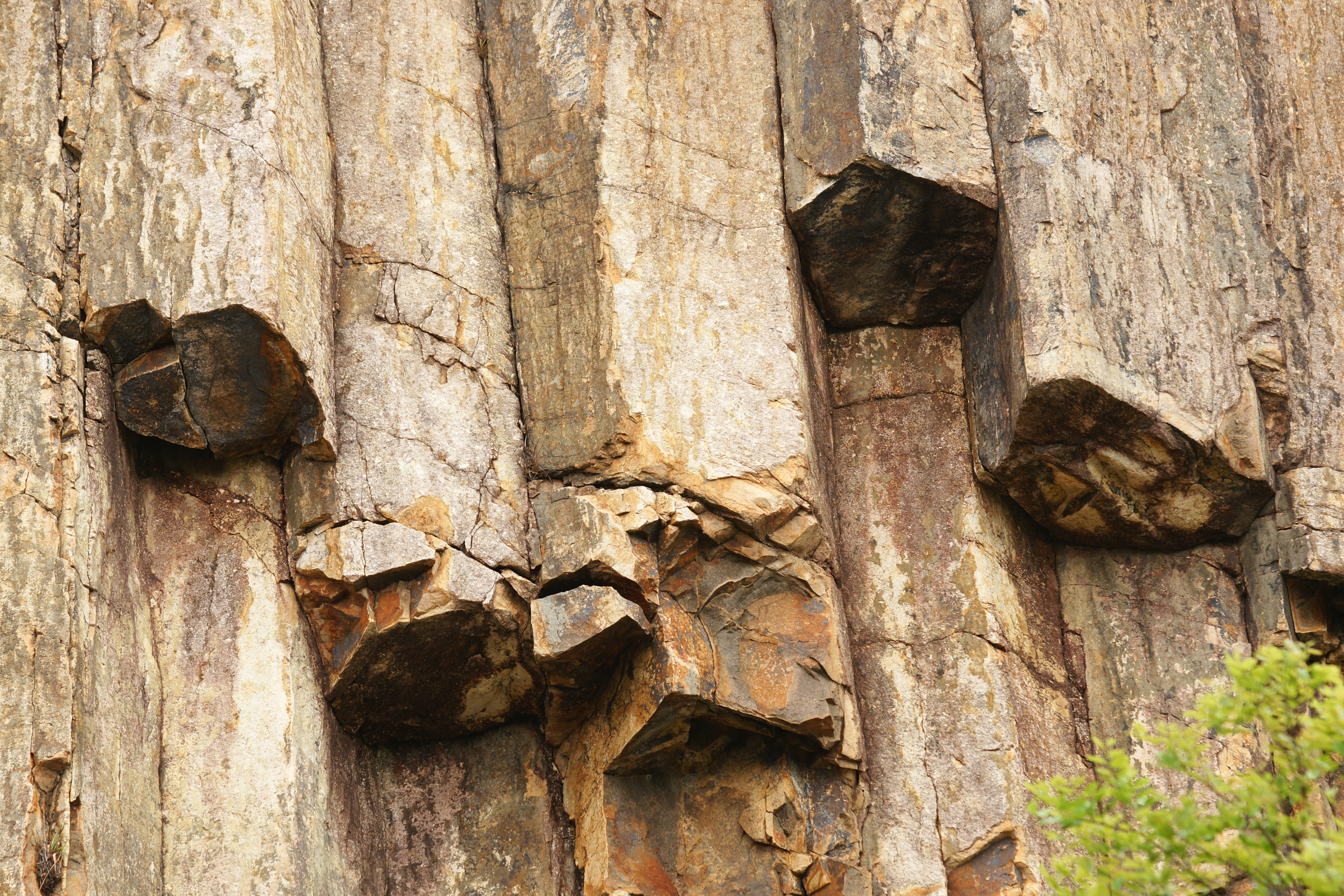
Colonnes rocheuses hexagonales près de East Dam au réservoir High Island.
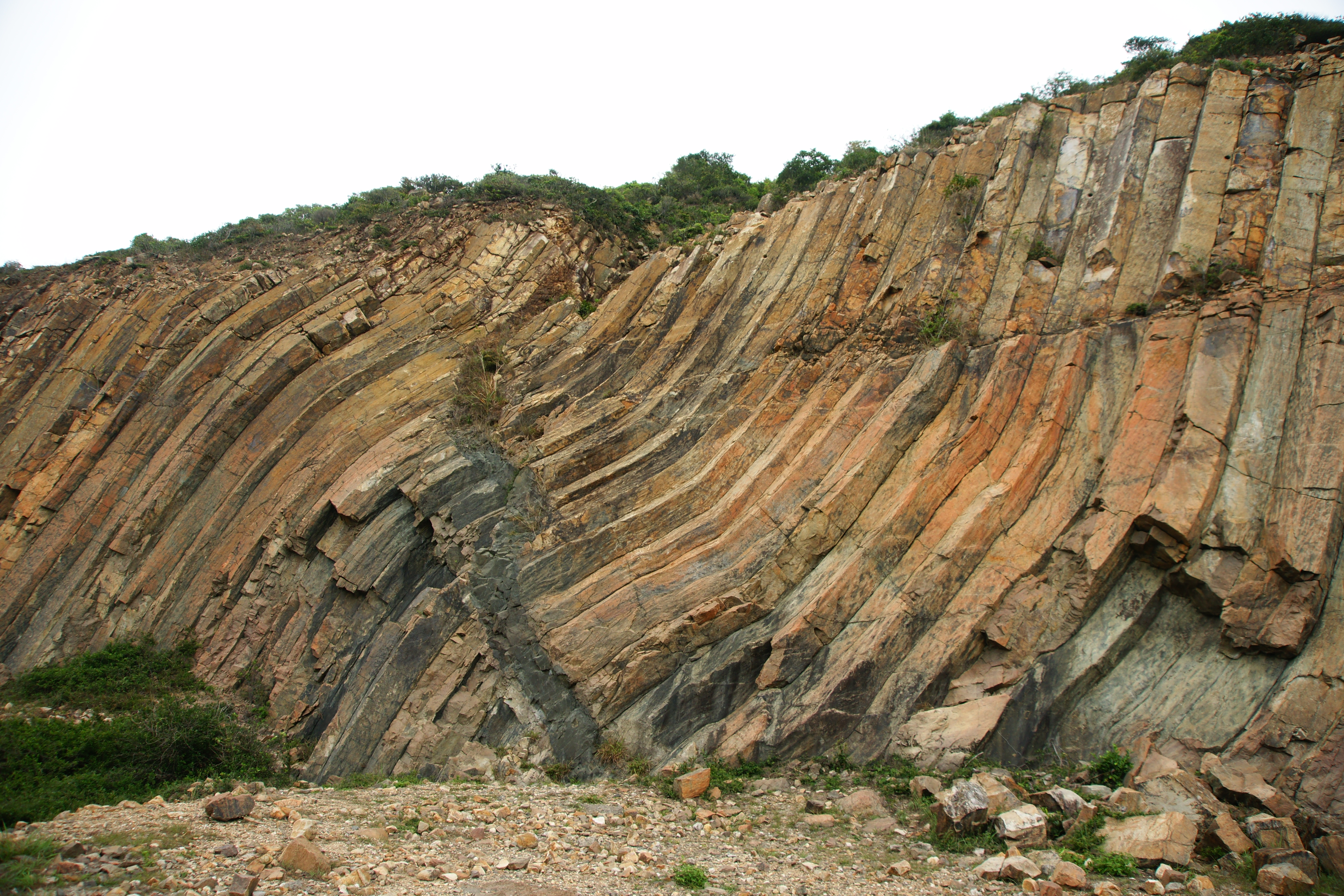
Colonnes de roche hexagonales tordues près de East Dam au réservoir High Island.
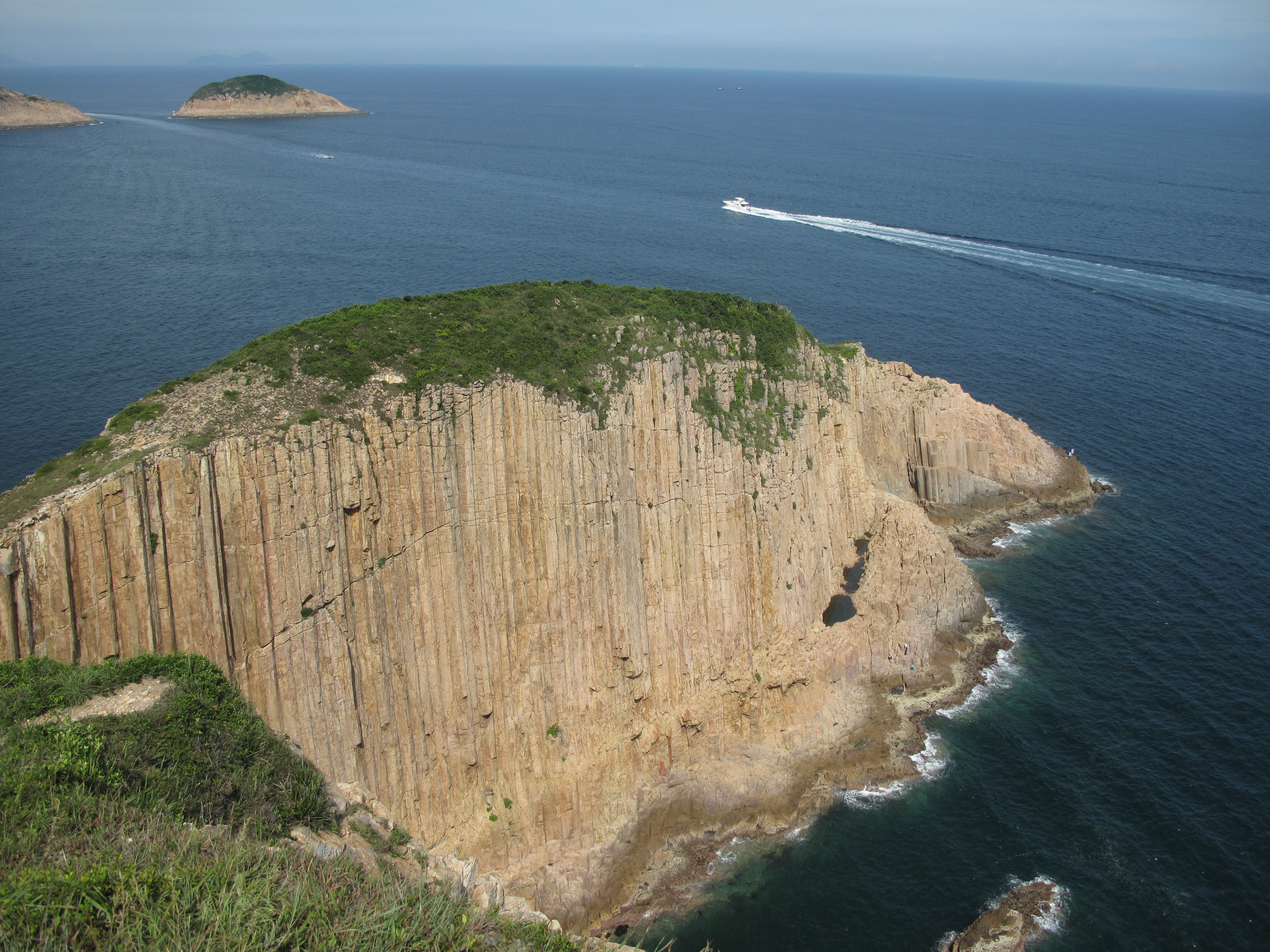
Po Pin Chau, un îlot de pile près de East Dam au réservoir High Island.
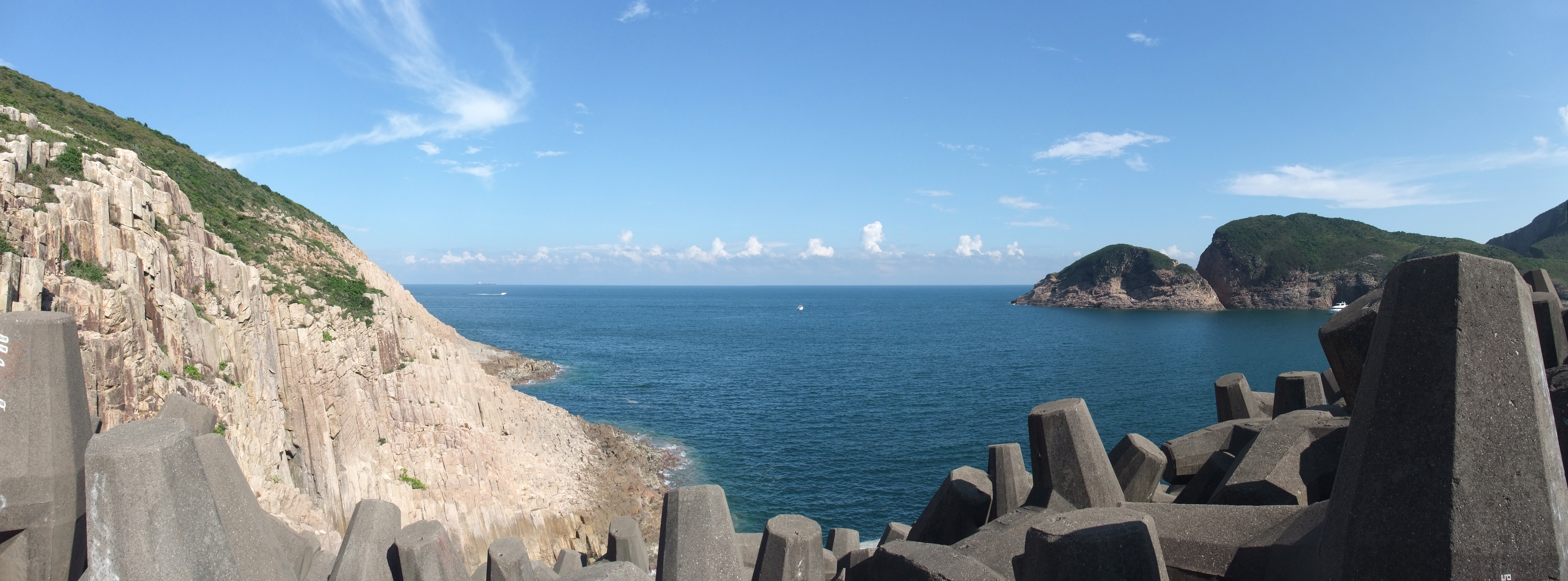
Colonnes rocheuses hexagonales près de Po Pin Chau.
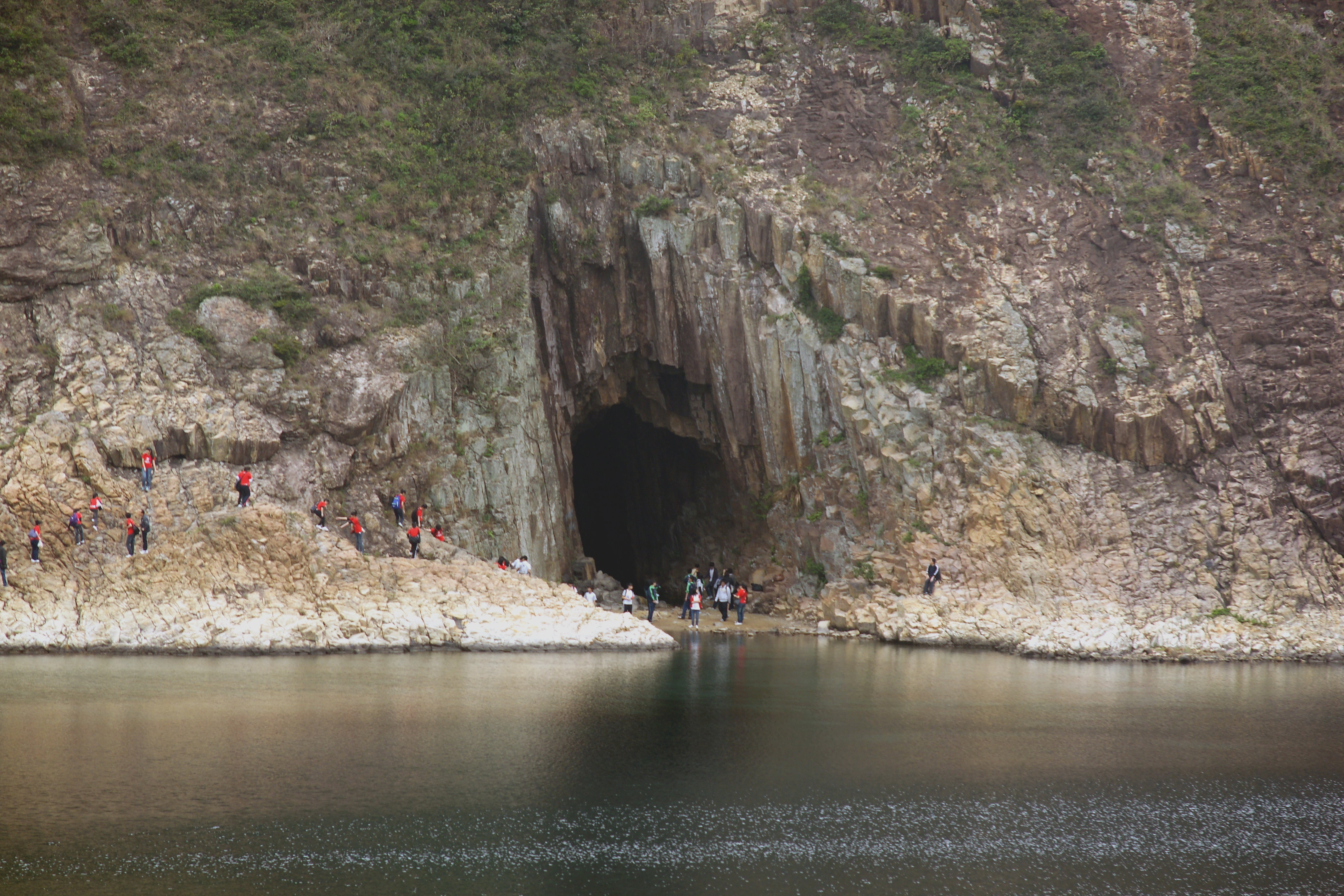
Grotte marine près de East Dam au réservoir High Island.
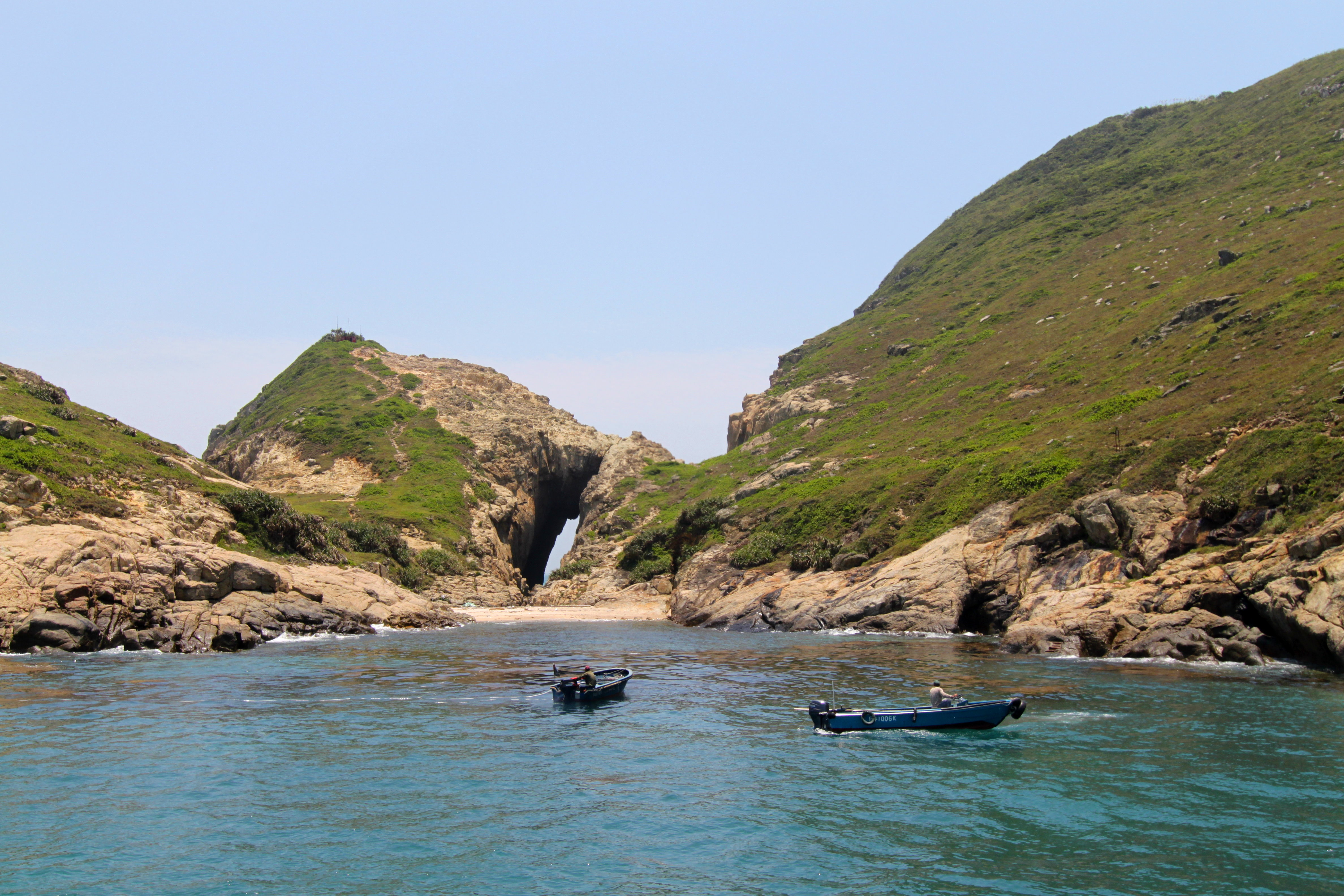
Île des Ninepin Sud.

## Région des roches sédimentaires du nord-est des Nouveaux Territoires

### Double Haven et Port Island
Double Haven (en) ou Yan Chau Tong (印洲塘) est un port entouré par Double Island, Crescent Island et Crooked Island, au nord-est des Nouveaux Territoires. Il comprend de nombreuses roches de couleur rouge foncé formées au cours d'une période de réchauffement climatique dans le Tertiaire. Le taux d'oxydation du fer a augmenté en raison de la température et de l'humidité plus élevées, formant l'oxyde de fer (rouille)
Port Island (en) (赤洲) est, comme le suggère le nom chinois Chek Chau, un site de terre rouge. Le sol de l’île entière est constitué d’un mélange de couleur rouille et de siltstone formé de la même façon au cours de la période tertiaire.

### Côtes nord et sud du canal Tolo

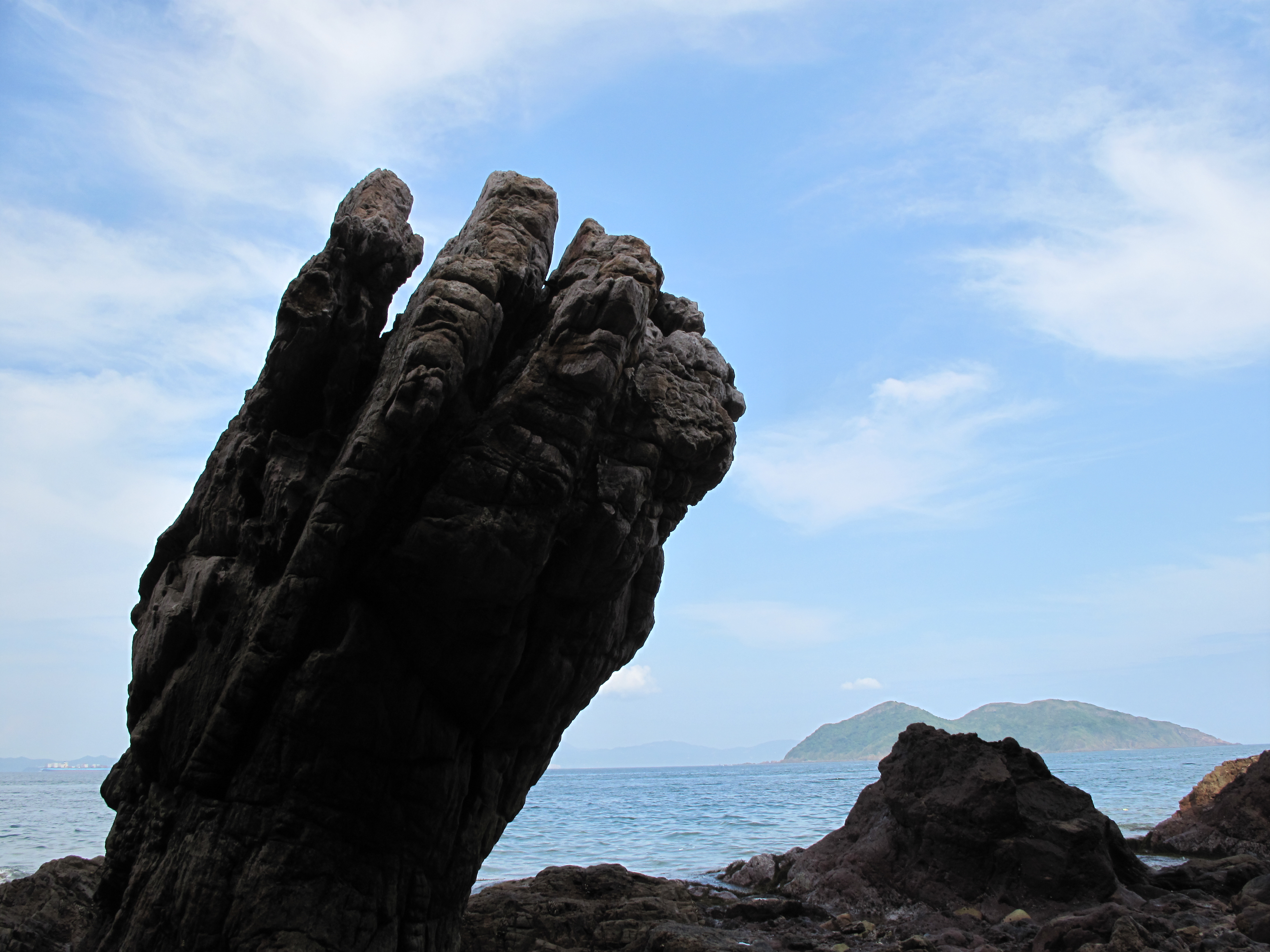
Le Poing du diable à Bluff Head (Wong Chuk Kok Tsui).

La région comprend les rives nord et sud du canal Tolo (en). Les formations rocheuses les plus anciennes de Hong Kong, la formation de Bluff Head, formée il y a environ 400 millions d'années au cours de la période du dévonien, se trouvent à la pointe nord-est du canal Tolo. Diverses caractéristiques de déformation et d’érosion peuvent être observées à partir de ces roches. L'un des sites caractéristiques les plus connus est le Poing du diable formé par l'altération et l'érosion le long de la couche de grès formant la forme des « doigts fantômes ».
Ma Shi Chau (馬屎洲) présente des roches sédimentaires formées il y a environ 280 millions d'années. Divers fossiles tels que des ammonites, des coraux et des bivalves ont été trouvés sur place. Situé juste à côté du système de failles du canal de Tolo, on peut y observer diverses caractéristiques et plis cisaillés.
Lai Chi Chong (en) (荔枝莊) présente diverses roches volcaniques et sédimentaires formées il y a environ 146 millions d'années. Les lits de siltstone sont entremêlés de tuffite volcanique qui est une roche sédimentaire d’origine volcanique. Le site s'est formé par les fines cendres volcaniques déposées dans l'eau, formant un lit sédimentaire de cendres volcaniques. En dehors de cela, il y a aussi un mudstone noir à silex à Lai Chi Chong, qui serait formé de boue déposée avec des matériaux riches en silice. La couleur noire indique un environnement de dépôt appauvri en oxygène. Ces lits de mudstones noirs présentent une structure de pli affaissée. Une masse importante et cohérente de matériaux faiblement consolidés pourrait avoir glissé le long d’une pente et plié les lits de mudstone.

### Tung Ping Chau
Tung Ping Chau (en) (東平洲) est une île située dans la baie Mirs (en) au nord-est de Hong Kong. C'est l'île la plus à l'est de Hong Kong. Tung Ping Chau est une destination de vacances populaire pour les habitants locaux. Ses sites distinctifs, tels qu'un paysage érodé par les vagues, le schiste ressemblant à une structure en forme de génoise et la configuration inhabituellement plate de l'île, attirent des milliers de visiteurs chaque année.

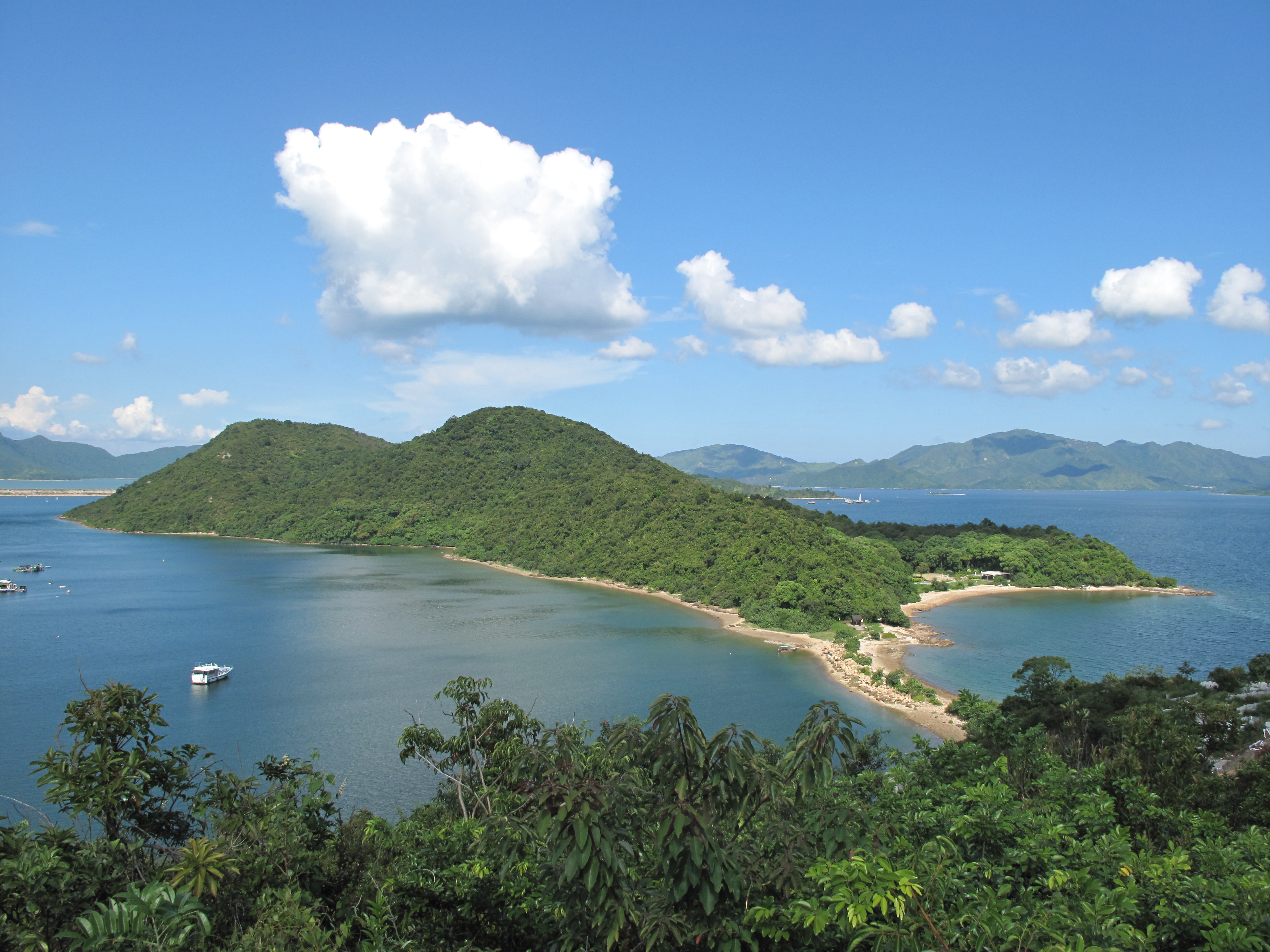
Ma Shi Chau.
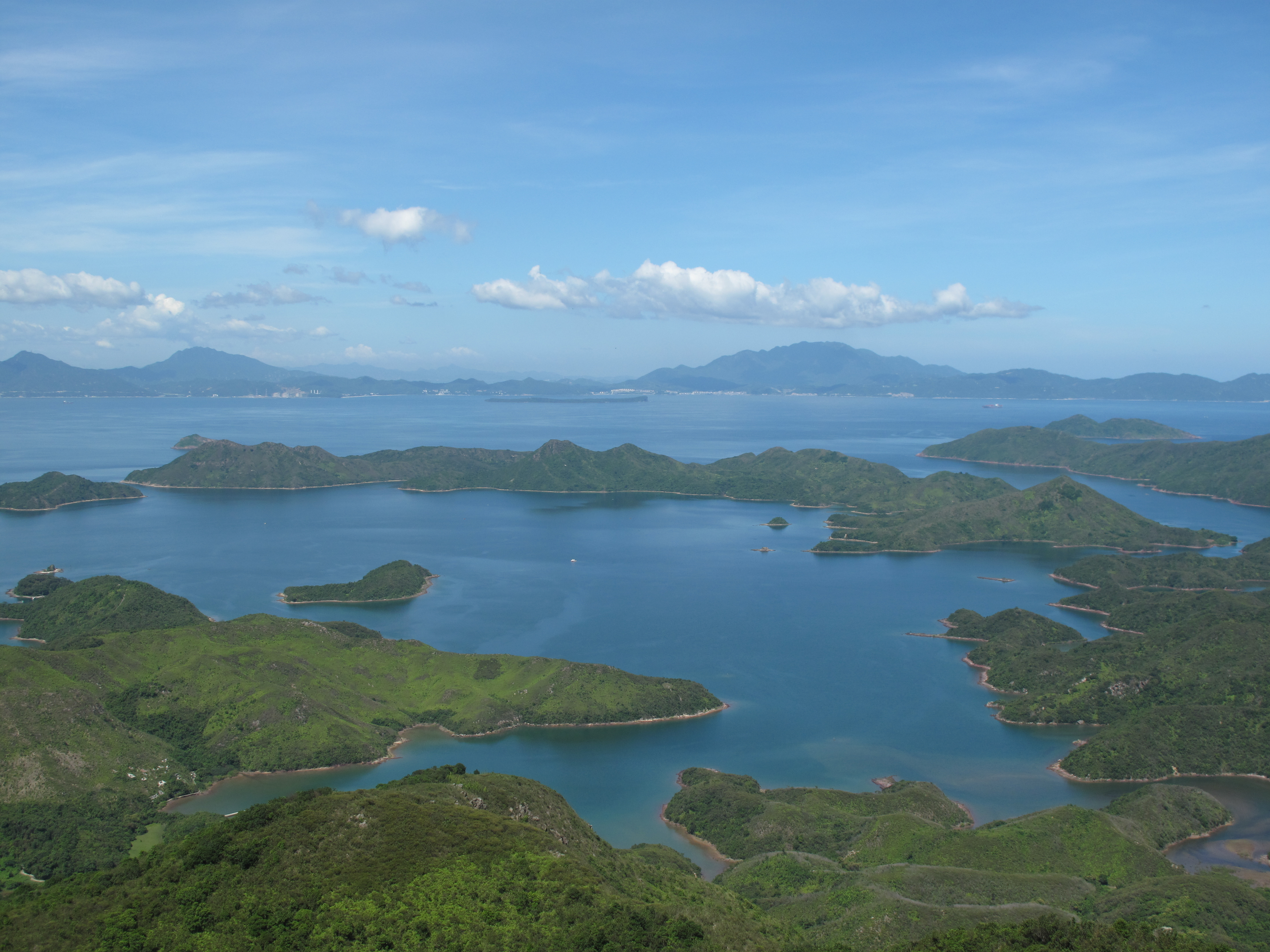
Double Haven.

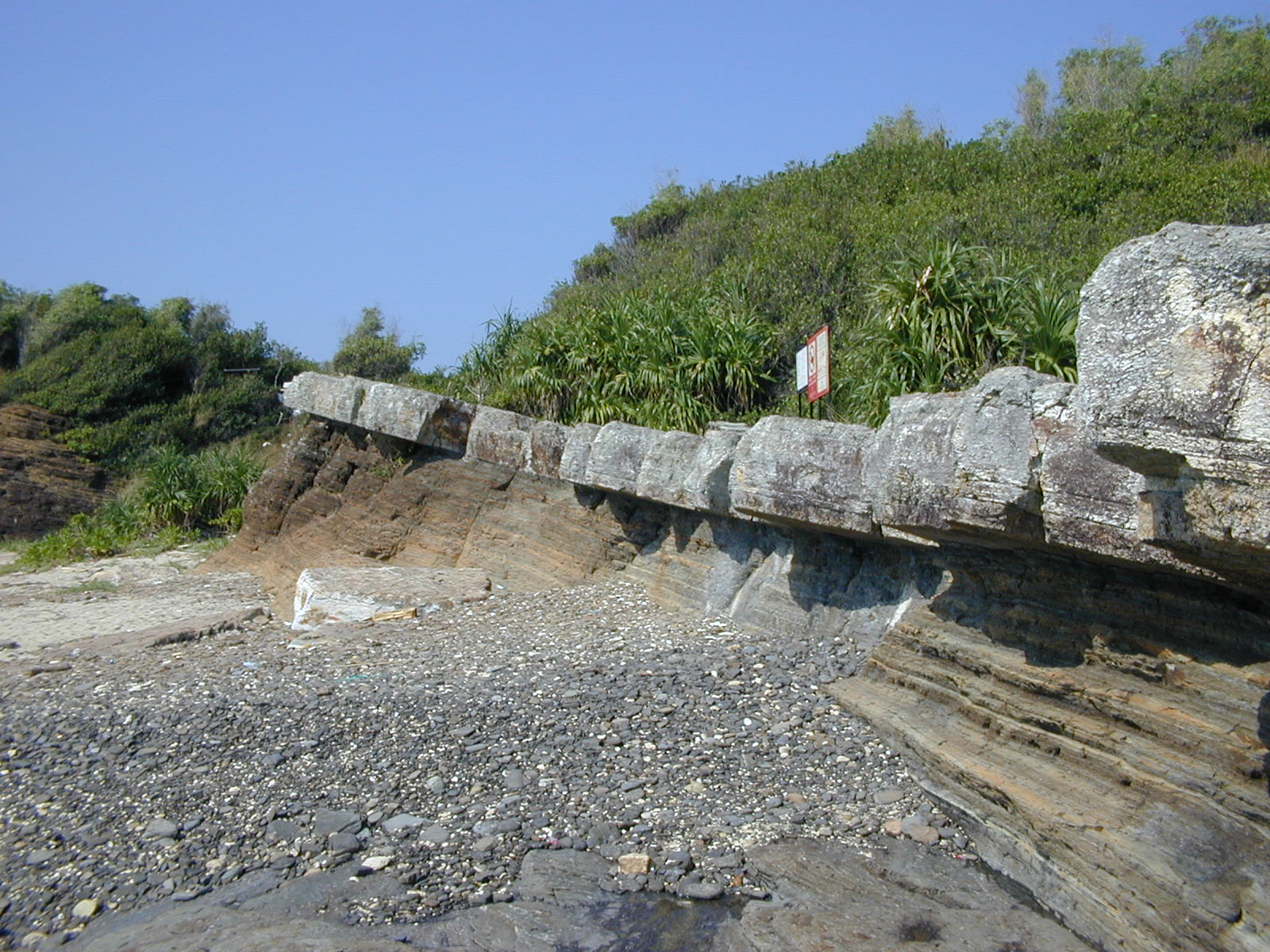
Tung Ping Chau.

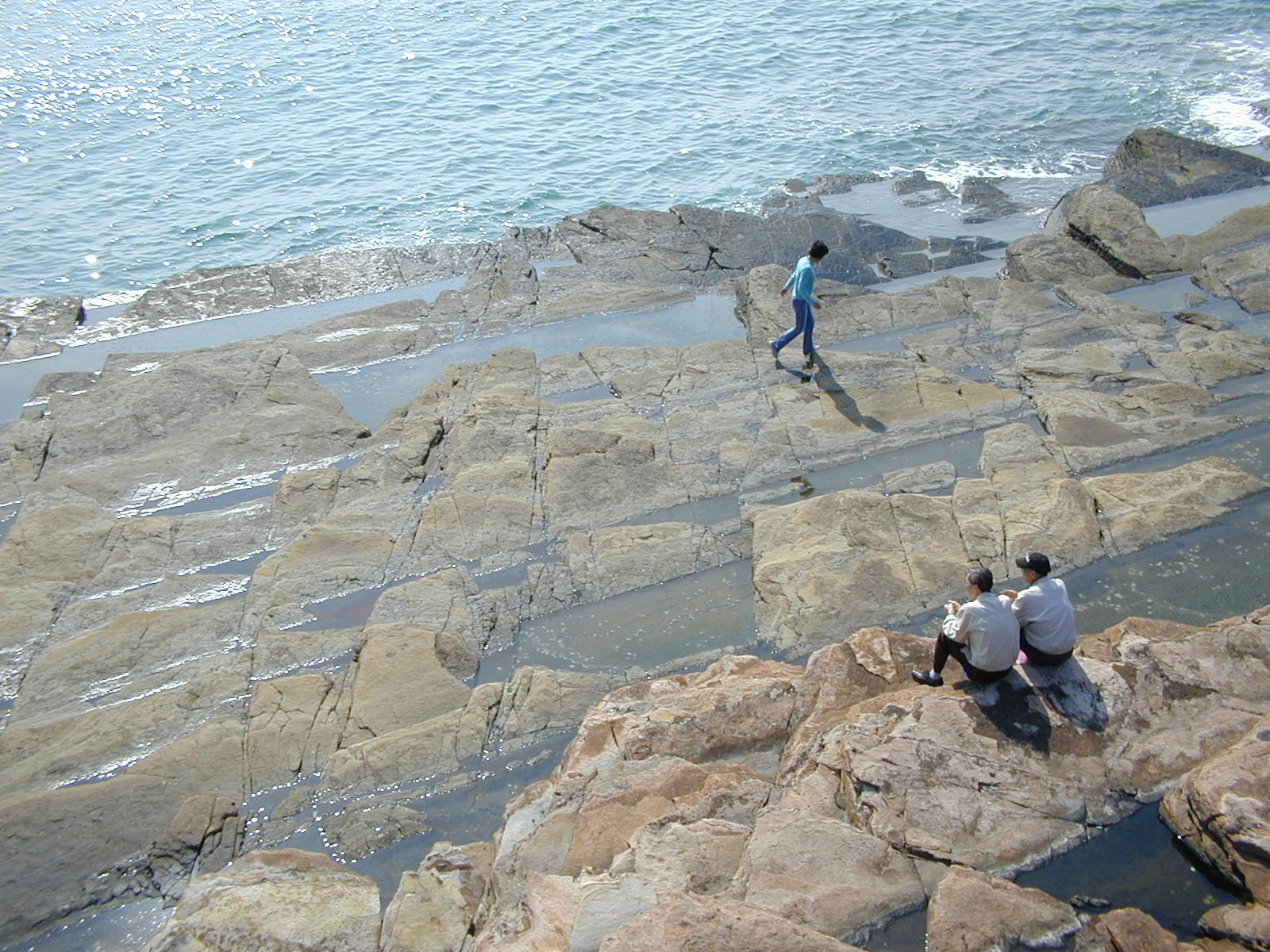
Une plate-forme littorale à Tung Ping Chau.